# Rue Bailly (Paris)
Pour les articles homonymes, voir Rue Bailly.
La rue Bailly est une rue du 3e arrondissement de Paris.

## Situation et accès
Cette rue est située dans le quartier du Marais.
Ce site est desservi par la station de métro Arts et Métiers.

## Origine du nom
Elle tient son nom du bailli de l'abbaye de Saint-Martin-des-Champs.

## Historique
Avant le percement des rues de Turbigo et Réaumur, l'emplacement de cette rue était occupé par deux rues de la fin du XVIIIe siècle formant un « L » :
- l'ancienne « rue Bailly » qui allait de la rue Saint-Paxent à la rue Henri-Ier (la partie est-ouest de la rue actuelle) ;
- la « rue du Vieux-Marché-Saint-Martin » et la « place du Vieux-Marché-Saint-Martin » (la partie nord-sud de la rue actuelle).

Les deux côtés de cet angle droit correspondent à ceux de l'ancienne enceinte fortifiée de l'abbaye de Saint-Martin-des-Champs.
Ces deux rues ont fusionné, en 1878, sous le nom de « rue Bailly ».

## Bâtiments remarquables et lieux de mémoire
- Le quadrilatère compris entre les rues Saint-Martin, du Vertbois, Montgolfier et Bailly marque les limites l'enceinte du prieuré Saint-Martin-des-Champs.

## Pour approfondir